# هایک یاغوبیان
هایک هوهانسی یاغوبیان (ارمنی: Հայկ Հովհաննեսի Յաղուբյան؛ انگلیسی: Hayk Yazhubyan؛ زادهٔ ۱۲ مارس ۱۸۸۹ - درگذشته ۱۹۴۳ یا ۱۹۳۸) یک سیاستمدار اهل ارمنستان بود که از تاریخ ۱۹۲۹ تا تاریخ ۱۹۳۱ سمت وزیر ارتباطات ارمنستان شوروی را برعهده داشت. از تاریخ ۱۴ مه ۱۹۳۵ تا تاریخ ۲۱ سپتامبر ۱۹۳۷ سمت وزیر دارایی ارمنستان شوروی را برعهده داشت.

## زندگی‌نامه
در ۲۴ مارس [سبک قدیمی: ۱۲ مارس] ۱۸۸۹ در تفلیس به دنیا آمد . . وی در ۱۹۳۸ در سن ۴۹ سالگی یا ۱۹۴۳ در سن ۵۴ سالگی درگذشت.

## یادداشت
1. ↑  ԽՍՀՄ փոստ և հեռագրի ժողկոմատի Անդրֆեդերացիայի լիազորություն, Հայաստանի լիազոր